# Sodegaura

Sodegaura (袖ヶ浦市 Sodegaura-shi?), este un municipiu din Japonia, prefectura Chiba.